# Gremlins 2: The New Batch
Gremlins 2: The New Batch  is een Amerikaanse film uit 1990. De film is een vervolg op Gremlins (1984). De film werd geregisseerd door Joe Dante. Het scenario werd geschreven door Charles S. Haas. Hoofdrollen werden vertolkt door Zach Galligan, Phoebe Cates, John Glover, Robert Prosky, Haviland Morris, Dick Miller, Jackie Joseph, Robert Picardo en Christopher Lee.
De film is net als de eerste film een horror-komedie. Joe Dante wilde deze film echter meer cartoonachtig maken. Het verhaal heeft dan ook duidelijk een minder grimmige ondertoon dan dat van de eerste film en bevat meer slapstick elementen. De film bevat veel parodieën, waaronder op zijn eigen voorganger. Andere films die geparodieerd worden zijn de Rambo films, The Wizard of Oz, Marathon Man en The Phantom of the Opera.

## Verhaal
Enige jaren zijn verstreken sinds de vorige film. De mogwai Gizmo is weer bij zijn eigenaar, de oude Chinese verkoper Mr. Wing. Mr. Wing wordt voortdurend benaderd door Daniel Clamp, de directeur van Clamp Enterprises, die zijn winkel wil opkopen voor een nieuw project. Mr. Wing slaat elk aanbod af. Korte tijd later sterft hij echter door ouderdom. Gizmo staat er alleen voor. Graafmachines slopen de winkel om plaats te maken voor een modern multifunctioneel kantoorgebouw van Daniel Clamp. Gizmo wordt gevonden en meegenomen naar het laboratorium, dat zich op de bovenste etage van het gebouw bevindt. Hier worden vreemde genetische experimenten uitgevoerd op dieren. Vooral de wetenschapper Dr. Catheter, die het stereotype is van een gestoorde geleerde, is zeer  geïnteresseerd in Gizmo.
Billy en zijn vriendin Kate wonen nu ook in New York, maar hebben moeite zich aan te passen aan het leven in de grote stad. Billy werkt voor Clamp Enterprises, dat gelokaliseerd is in een wolkenkrabber. Kate werkt eveneens in dit gebouw, maar dan als een gids voor groepen toeristen.
Billy ontdekt Gizmo in het gebouw en redt hem. Wanneer Billy door Marla Bloodstone, zijn bazin die een oogje op hem heeft, wordt meegenomen naar een restaurant, blijft Gizmo achter in Billy's bureaula. Hij ontsnapt uit de la, net wanneer een reparateur probeert een drinkfontein in het kantoor te maken. Deze fontein spuit een straal water, die via de tekentafel naar beneden loopt en Gizmo wordt per ongeluk nat. Hij vermenigvuldigt zichzelf, zodat er 4 nieuwe mogwai komen: Lenny, George, Daffy en Mohawk (een reïncarnatie van gremlinleider Stripe, uit de vorige film). In opdracht van Mohawk, die een hekel heeft aan Gizmo, gooien Lenny en George Gizmo in een luchtschacht met een rooster ervoor. Daffy wordt voor Gizmo aangezien en door Kate mee naar huis genomen, in opdracht van Billy. Al snel blijkt dat het Gizmo niet is en Billy en Kate gaan hem zoeken.
De nieuwe Mogwai eten in de tussentijd na middernacht en ontpoppen zich tot Gremlins. Via de sprinklerinstallaties van een televisiestudio (de Gremlins stoppen ijzer in een magnetron, de magnetron ontploft en de sprinklers gaan vervolgens aan) vermenigvuldigen ze zich. Ze kunnen het gebouw echter niet verlaten, omdat het buiten nog dag is en zonlicht hen zal doden. Billy en Kate ontdekken wat er is gebeurd en proberen iets te bedenken om de Gremlins te doden voordat het nacht is en ze New York kunnen terroriseren. Daarbij worden ze aanvankelijk tegengewerkt door Foster, het hoofd van de beveiliging in de Clamptoren.
De Gremlins breken in bij het laboratorium. Een van de Gremlins drinkt van een speciaal hormoon dat hem zeer intelligent maakt. Hij kan nu praten en neemt de rol van leider over van Mohawk, die zich nu vooral bezighoudt met het martelen van Gizmo. Een Gremlin krijgt door een experiment van de Braingremlin vleermuisvleugels en immuniteit tegen zonlicht. Murray Futterman schakelt deze Gremlin uit met sneldrogend cement. Een tweede Gremlin verandert door de experimenten in een levende bliksemschicht, maar wordt door Billy opgesloten in het telefoonnetwerk nadat hij Dr. Catheter heeft geëlektrocuteerd. Een Gremlin verandert in een Gremlin-groentehybride en ook transformeert een Gremlin van geslacht zodat hij een vrouw wordt. Mohawk drinkt halverwege de film een spinnendrankje en hij verandert in een Gremlin-spinhybride.
Gizmo besluit terug te vechten, nadat Mohawk hem steeds heeft gemarteld. Nadat hij op televisie een Rambofilm heeft gezien, gaat hij in rambostijl de strijd met de Gremlins aan. Hij doodt Mohawk (intussen gekruist met een spin) met een brandende pijl en redt zo Kate en Marla, die in een web verstrikt zaten.
Billy komt met een plan. Op zijn aandringen verduisteren ze alle ramen en zetten alle klokken in het gebouw een paar uur vooruit zodat de Gremlins denken dat het al nacht is. Het plan is om ze naar de grote hal te lokken, en dan met zonlicht te doden. Buiten wordt het echter bewolkt, het gaat regenen en het hele plan dreigt te mislukken. Als laatste wanhoopspoging spuit Murray Futterman de Gremlins kletsnat, en Billy laat vervolgens de elektrische Gremlin los uit het telefoonnetwerk. Deze elektrocuteert alle Gremlins waardoor ze wegsmelten (hetzelfde effect als wanneer ze worden gedood door zonlicht). De enige Gremlin die overleeft is de vrouwelijke Gremlin, die verliefd is geworden op het hoofd van de beveiliging.
Omdat Mr. Wing dood is nemen Kate en Billy Gizmo in huis.

## Rolverdeling
| Acteur             | Personage                           | Opmerkingen |
| ------------------ | ----------------------------------- | ----------- |
| Zach Galligan      | Billy Peltzer                       |             |
| Phoebe Cates       | Kate Berringer                      |             |
| John Glover        | Daniel Clamp                        |             |
| Christopher Lee    | Dr. Catheter                        |             |
| Keye Luke          | Mr. Wing                            |             |
| Howie Mandel       | Gizmo                               | stemrol     |
| Dick Miller        | Murray Futterman                    |             |
| Jackie Joseph      | Sheila Futterman                    |             |
| Haviland Morris    | Marla Bloodstone                    |             |
| Gedde Watanabe     | Mr. Katsuji                         |             |
| Robert Prosky      | "Opa" Fred                          |             |
| Robert Picardo     | Forster                             |             |
| Frank Welker       | Mohawk Gremlin                      | stemrol     |
| Kathleen Freeman   | "Microwave" Marge                   |             |
| Tony Randall       | "Brain", intelligente Gremlin       | stemrol     |
| Don en Dan Stanton | Martin en Lewis                     |             |
| Leslie Neale       | Forsters technicus                  |             |
| Julia Sweeney      | Peggy, labreceptioniste             |             |
| Charles S. Haas    | Casper, Catheter's assistent        |             |
| Raymond Cruz       | Boodschapper                        |             |
| Belinda Balaski    | Moeder in bioscoop                  |             |
| Hulk Hogan         | Zichzelf                            |             |
| Mark Dodson        | Gremlins                            | stemrol     |
| Jeff Bergman       | Bugs Bunny / Daffy Duck / Porky Pig | stemrol     |

## Achtergrond

### Productie
De originele Gremlins was een financieel succes en Warner Bros. vroeg Joe Dante om direct een vervolg te maken. Dante weigerde eerst omdat hij vond dat de vorige film een goed einde had, en een vervolg niets zou toevoegen. Daarna benaderde de studio verschillende regisseurs en schrijvers. Er waren plannen om de Gremlins naar Las Vegas en zelfs naar Mars te sturen. Uiteindelijk werden deze plannen verworpen en benaderde men toch weer Dante. Deze ging uiteindelijk akkoord toen hem beloofd werd dat hij de volledige controle over het scenario kreeg. Ook kreeg hij een extra groot budget.
Met nu meer controle over de film begon Dante met een project dat hij later “een van de meest onconventionele studiofilms ooit” noemde. Hij zag de film als een satire op Gremlins en vervolgen in zijn algemeenheid."
Charlie Haas mocht het scenario schrijven. Hij kwam met het plan om de Gremlins naar New York te brengen. Warner Bros was bang dat een film over Gremlins die New York aanvielen te duur zou worden, en beperkte het gebied van de film daarom tot een enkel gebouw.
Haas voorzag het script van een aantal satirische referenties naar de vorige film. Zo bevat de film een cameo van filmcriticus Leonard Maltin, die niet echt tevreden was over de eerste film. In deze film presenteert hij zogenaamd een tv-show waarin hij slechte films afkraakt. Net als hij bezig is de Gremlins-thuisvideo te behandelen, wordt hij door de Gremlins in het gebouw onderbroken. Ook bevat de film een scène waarin enkele medewerkers uit het gebouw vraagtekens zetten bij de regels over de Mogwai; vragen die ook door fans van de eerste film werden gesteld.
Op een bepaald punt in de film wilde Dante het publiek erbij betrekken door het te laten lijken alsof de Gremlins de bioscoop hadden overgenomen. Op dit punt in de film stopt het beeld en verschijnt een scène waarin Gremlinschaduwen op een wit filmdoek te zien zijn. Vervolgens verschijnt professionele worstelaar Hulk Hogan in beeld en intimideert de Gremlins zodat ze de film verder draaien. Deze grap wordt gezien als een van de beste uit de film.
De film kwam uit in 1990. De filmmakers ontdekten dat kabeltelevisie, genetische experimenten en yoghurtijs toen steeds algemener werden, en verwerkten deze allemaal in de film.

### Acteurs
Verschillende acteurs uit de originele film keerden terug in Gremlins 2, waaronder Galligan, Cates, en Dick Miller. Miller vertolkte opnieuw de rol van Billy’s buurman Mr. Futterman, die door de Gremlins werd verwond in de eerste film. Jackie Joseph keerde terug in haar rol van Mr. Futtermans vrouw. Keye Luke speelde opnieuw Mr. Wing, Gizmo's originele eigenaar. Toen Luke hoorde dat zijn personage zou omkomen meldde hij dat als er ooit een Gremlins 3 zou worden gemaakt, ze hem erin moesten stoppen in een flashbackscène. Hoyt Axton zou oorspronkelijk terugkeren als Billy’s vader die op het eind van de film speciale kleding voor Gizmo ontwerpt zodat hij niet meer nat kan worden. Maar omdat de film te lang dreigde te worden werd deze scène uit het scenario geknipt.
Een nieuwe acteur is Robert Picardo, die eerder samenwerkte met Dante en producer Michael Finnell in films als The Howling (1981). Hij speelt Forster, een van Billy’s bazen. Robert Prosky speelde de tv-presentator Grandpa Fred. Zijn personage werd gebaseerd op Al Lewis' personage Grandpa Munster. Joe Dante heeft zelf een cameo in de film als regisseur van Grandpa Freds show. John Glover speelde Clamp. Zijn manier van acteren veranderde de manier waarop zijn personage gepland stond in het scenario. In plaats van een schurk werd hij een overenthousiaste directeur.
Christopher Lee speelde de gestoorde geleerde Dr. Catheter. Lee zag zijn rol als humoristisch, maar Dante drong erop aan dat Lee de wetenschapper als echt “kwaadaardig” neer zou zetten.

### Speciale effecten
Voor de speciale effecten benaderde Dante Rick Baker. Hij was eerst niet geïnteresseerd, maar nam de baan toen hij mocht experimenteren met nieuwe Gremlins en Mogwai.
In de originele film leken Gizmo’s kopieën allemaal op hem, behalve de leider Stripe. In deze film hebben de vier Mogwai die uit hem ontstaan allemaal hun eigen persoonlijkheid en fysieke kenmerken. Ook heeft elke Mogwai een naam, hoewel deze alleen in het scenario vermeld stonden en niet in de film werden genoemd.
Gizmo zelf werd voor de film wat aangepast. De pop die voor hem werd gebruikt was nu groter en zijn ontwerp simpeler. Dit werd gedaan zodat hij meer emotie kon tonen.
Net als in de eerste film werden voornamelijk poppen gebruikt voor de Gremlins, waaronder een paar mechanische. Verder gebruikt de film meer stop-motion animatie dan de eerste. De vleermuis Gremlin werd via stop motion neergezet. Filmtechnologie was verbeterd sinds de eerste film. Daardoor zag men in deze film de Gremlins meer lopen.
Het filmen duurde vanwege de vele effecten vijf maanden. Veel van de effecten moesten nog worden voltooid toen de acteurs al klaar waren.

### Muziek
Net als in de eerste film werd de muziek in Gremlins 2 gecomponeerd door Jerry Goldsmith, die zelf een cameo in de film heeft. Voor de scène waarin Gizmo zich voorbereidt om te gaan vechten tegen de Gremlins componeerde Goldsmith een nieuw thema gebaseerd op de Rambo-filmmuziek. Deze muziek was eveneens door hem geschreven.
De scène waarin de Gremlin genaamd Mohawk in een spinachtig monster verandert bevat een stuk muziek van het lied "Angel of Death" door de thrashmetalband Slayer. In een andere scène laat de slimme Gremlin honderden Gremlins Frank Sinatra's "New York, New York" zingen.

### Ontvangst
De beoordelingen van de film varieerden. Roger Ebert, die de eerste film goed vond, was over Gremlins 2 minder te spreken. Volgens hem zat er minder verhaal in de film, die vanaf het moment dat de Gremlins verschenen enkel nog uit grappen en slapsticksituaties bestond.
Andere resencenten vonden dat de film kwaliteiten had die de eerste film miste, zoals intellectuele humor. Een recensent van de National Review noemde de film veel vrijer en humoristischer dan de vorige. Een All Movie Guide-recensent prees dit vervolg op de vorige film omdat het geweld uit de eerste film was weggelaten voor een kindvriendelijker karakter.
Toch werd de film minder goed bezocht dan zijn voorganger. In de Verenigde staten bracht de film in zijn openingsweekend 9.702.804 dollar op, en in totaal 41.482.207 dollar. Daarmee was het slechts de 30e film in de lijst van succesvolste films van dat jaar.

### Merchandising
Net als bij de eerste film werd Gremlins 2 het middelpunt van een grote merchandising actie. Deze nieuwe merchandising bevatte actiefiguurtjes door de National Entertainment Collectibles Association, gebaseerd op personages als de slimme Gremlin. Er werden ook kinderboeken gemaakt van de film zoals Gremlins 2: The New Batch: Movie Storybook door Michael Teitelbaum, gepubliceerd door Goldencraft in december 1990. Golden Books publiceerde Gizmo to Rescue in juli 1990. David Bischoff scheef een roman gebaseerd op de film, gepubliceerd door Avon Books in juni 1990.
Sunsoft programmeerde het Gremlins 2: The New Batch videospel voor Amiga, Atari ST, Commodore 64, DOS, MSX, ZX Spectrum en een versie voor de Nintendo Entertainment System in 1990. In het spel kan de speler spelen als Gizmo, gewapend met wapens zoals een genetisch gemodeficeerde supertomaat en een zelf gemaakte boog met brandende pijlen.

## Prijzen en nominaties
In 1991 werd de film genomineerd voor 6 Saturn Awards:
- Beste regisseur (Joe Dante)
- Beste fantasiefilm
- Beste muziek
- Beste speciale effecten
- Beste mannelijke bijrol (John Glover)
- Beste mannelijke bijrol (Robert Picardo)

## Trivia
- In de film heeft Dr. Catheter een capsule bij zich uit de film Invasion of the Body Snatchers.
- Wanneer de vleemuisgremlin door het raam naar buiten vliegt, vormt zich in het raam een silhouet dat lijkt op het logo van de Batman film.
- Er gaan geruchten dat het originele scenario, dat te lang was, nog steeds in de kluis van Warner Bros ligt.
- Oorspronkelijk zouden de Gremlins omkomen doordat meneer Clamp de hal liet volstorten met cement. Dit werd veranderd toen de producers ontdekten dat ze een elektrische gremlin konden maken.
- Wanneer Billy zijn collega's de mogwai laat zien en over de 'regels' vertelt, drijven ze de spot met hem. Zo vragen ze wat er gebeurt als een mogwai in een vliegtuig zit dat naar een andere tijdzone vliegt, of wanneer etensresten van de maaltijd achter de tanden achterblijven en na middernacht worden doorgeslikt. Hiermee drijft de film de spot met zichzelf en zijn voorganger.